# Sheffield (Ohio)
Sheffield és una població dels Estats Units a l'estat d'Ohio. Segons el cens del 2000 tenia 2.949 habitants.

## Demografia
Segons el cens del 2000, Sheffield tenia 2.949 habitants, 1.089 habitatges, i 866 famílies. La densitat de població era de 105,2 habitants per km².
Dels 1.089 habitatges en un 34,5% hi vivien nens de menys de 18 anys, en un 67,4% hi vivien parelles casades, en un 9,1% dones solteres, i en un 20,4% no eren unitats familiars. En el 16,5% dels habitatges hi vivien persones soles el 7,3% de les quals corresponia a persones de 65 anys o més que vivien soles. El nombre mitjà de persones vivint en cada habitatge era de 2,71 i el nombre mitjà de persones que vivien en cada família era de 3,06.
Per edats la població es repartia de la següent manera: un 26,3% tenia menys de 18 anys, un 6,6% entre 18 i 24, un 29,3% entre 25 i 44, un 26,2% de 45 a 60 i un 11,6% 65 anys o més.
L'edat mediana era de 39 anys. Per cada 100 dones de 18 o més anys hi havia 95,2 homes.
La renda mediana per habitatge era de 59.816 $ i la renda mediana per família de 66.136 $. Els homes tenien una renda mediana de 43.313 $ mentre que les dones 35.174 $. La renda per capita de la població era de 25.218 $. Aproximadament el 2,5% de les famílies i el 3,2% de la població estaven per davall del llindar de pobresa.

## Poblacions més properes
El següent diagrama mostra les poblacions més properes.